# Billet de 10 dollars « Épopée canadienne »
Recto
Verso
Le billet canadien de 10 dollars est l'un des plus communs billets de banque canadiens.
La couleur de ce billet est le violet.
Le recto représente John A. Macdonald ainsi que la bibliothèque du Parlement. Le verso représente des scènes en rapport avec le jour du Souvenir ainsi qu'un extrait en anglais et en français du poème de John McCrae, Au champ d'honneur:

« In Flanders fields the poppies blow

In Flanders fields the poppies blow

Between the crosses, row on row

That mark our place; and in the sky

The larks, still bravely singing, fly

Scarce heard amid the guns below.
Au champ d'honneur, les coquelicots

Sont parsemés de lot en lot

Auprès des croix; et dans l'espace

Les alouettes devenues lasses

Mêlent leurs chants au sifflement

Des obusiers. »